# Terekwasserläufer
Der Terekwasserläufer (Xenus cinereus) ist innerhalb der Schnepfenvögel die einzige Art der Gattung Xenus Kaup, 1829. Er ist Brutvogel der borealen Zone vom Osten des Baltikums bis nach Ostsibirien. Einige isolierte Brutplätze finden sich auch in Westrussland sowie im Norden des Bottnischen Meerbusens. In Mitteleuropa ist er gelegentlich als Irrgast zu beobachten. In Mecklenburg-Vorpommern sowie in Schleswig-Holstein ist er beispielsweise seit Mitte der 1990er Jahre alljährlich zu sehen.

## Merkmale

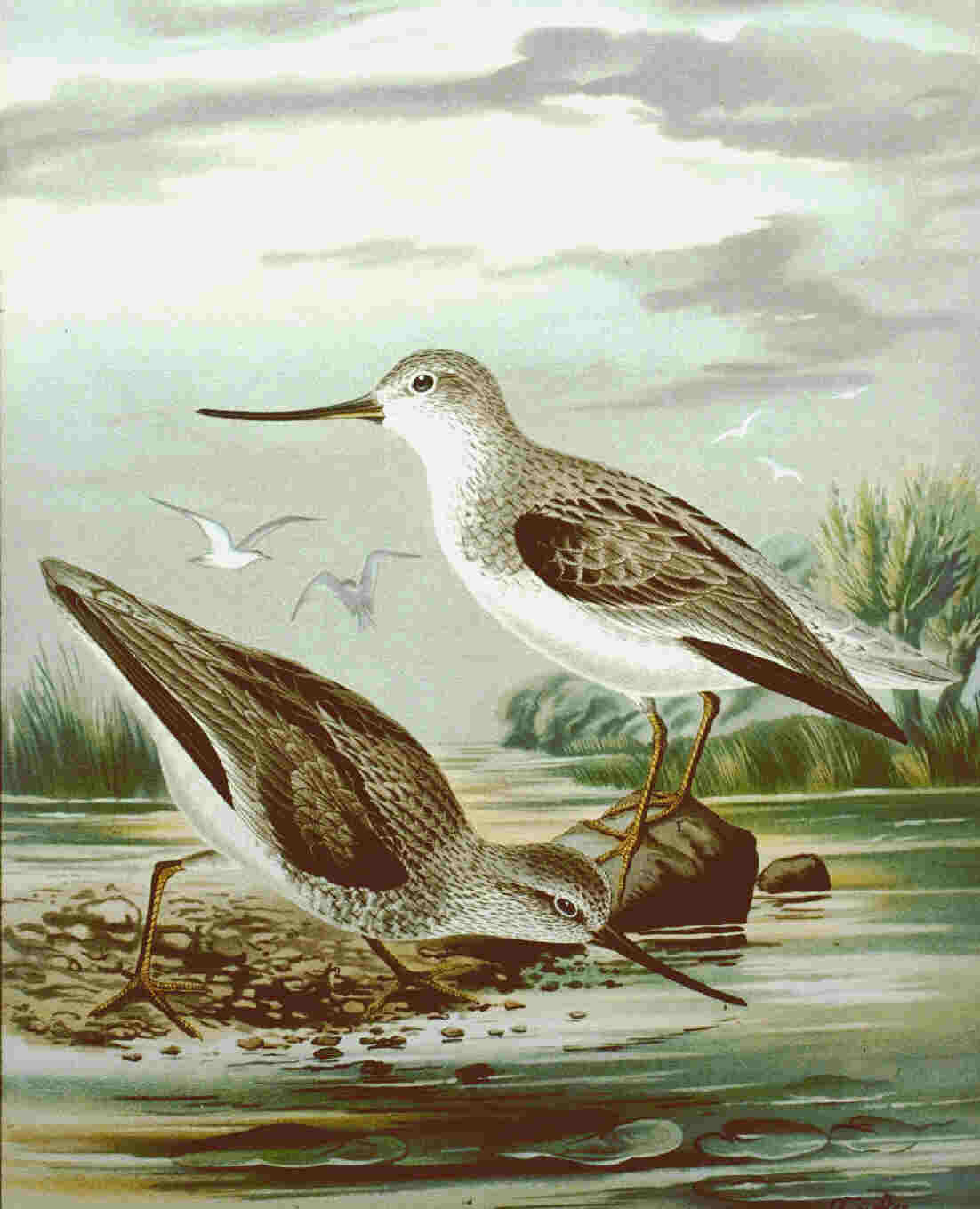
Terekwasserläufer, Illustration

Der 22 bis 25 Zentimeter lange Terekwasserläufer erreicht eine Flügelspannweite von 38 bis 40 Zentimeter und ist damit etwa so groß wie der Bruchwasserläufer, hat aber kürzere, gelbe bis orangefarbene Beine. Der Schnabel ist länger und leicht nach oben gebogen. Er ist schwarz und im Prachtkleid an der Wurzel mattrot getönt. Die Oberseite und die Brust sind graubraun gefärbt, die Unterseite ist weiß. Im Prachtkleid hat der Vogel auf den Schultern schwarze Längsstreifen. Bei Erregung wippt er mit dem Hinterkörper.
Der häufigste Ruf, meist im Flug vorgetragen, ist ein weich flötendes hühühü, in der Regel zwei- bis dreisilbig, manchmal auch fünfsilbig. Darüber hinaus verfügt die Art über ein breites Repertoire anderer, meist trillernder Rufe. Der Gesang ist ein wiederholtes, dreisilbiges Trillern, das etwa wie dlü-rrri-rüh klingt.

## Vorkommen

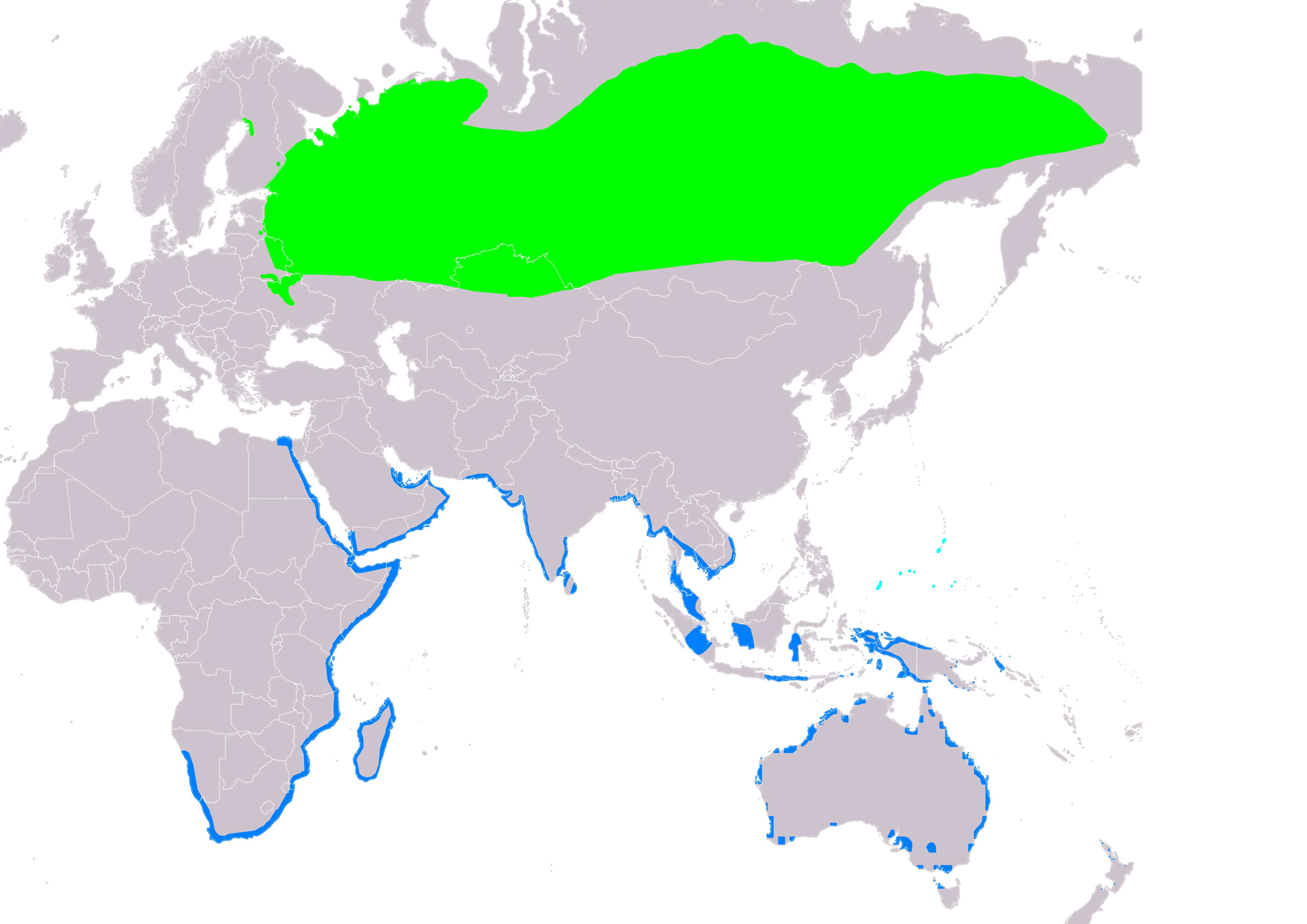
Verbreitung des Terekwasserläufers:
Brutgebiete
Migration
Überwinterungsgebiete
Zusammengestellt von BirdLife International and Handbook of the Birds of the World (2019) 2019

Der Terekwasserläufer brütet in Sümpfen und Mooren in der borealen Zone der Ost- und Zentralpalaearktis von der Halbinsel Kamtschatka bis in den Nordosten des Weißen Meeres. In einigen Regionen reicht sein Brutgebiet bis in die subarktische Tundra oder erreicht in südlicher Richtung den Rand der Steppenzone. In Skandinavien brütet er im Gebiet des Finnischen und Bottnischen Meerbusens und in der Ostfinnmark Nordnorwegens. Der Terekwasserläufer ist ein Langstreckenzieher und zieht zum Überwintern an die tropischen Küsten Afrikas, Südasiens und Australiens. Dabei legt er Strecken von 12.000 km und mehr zurück. Der Abzug von den Brutplätzen beginnt allmählich ab Anfang Juli und ist mit dem Abzug der Jungvögel im September beendet. Im gleichen Monat treffen die ersten überwinternden Terekwasserläufer im Süden Afrikas ein. Der Heimzug setzt ab Ende März ein. Die Vögel erreichen ihre Brutplätze Ende Mai und Anfang Juni. Nachzügler sind in Mitteleuropa noch bis Juni zu beobachten. In Afrika gibt es außerdem regelmäßig übersommernde Vögel.

## Verhalten

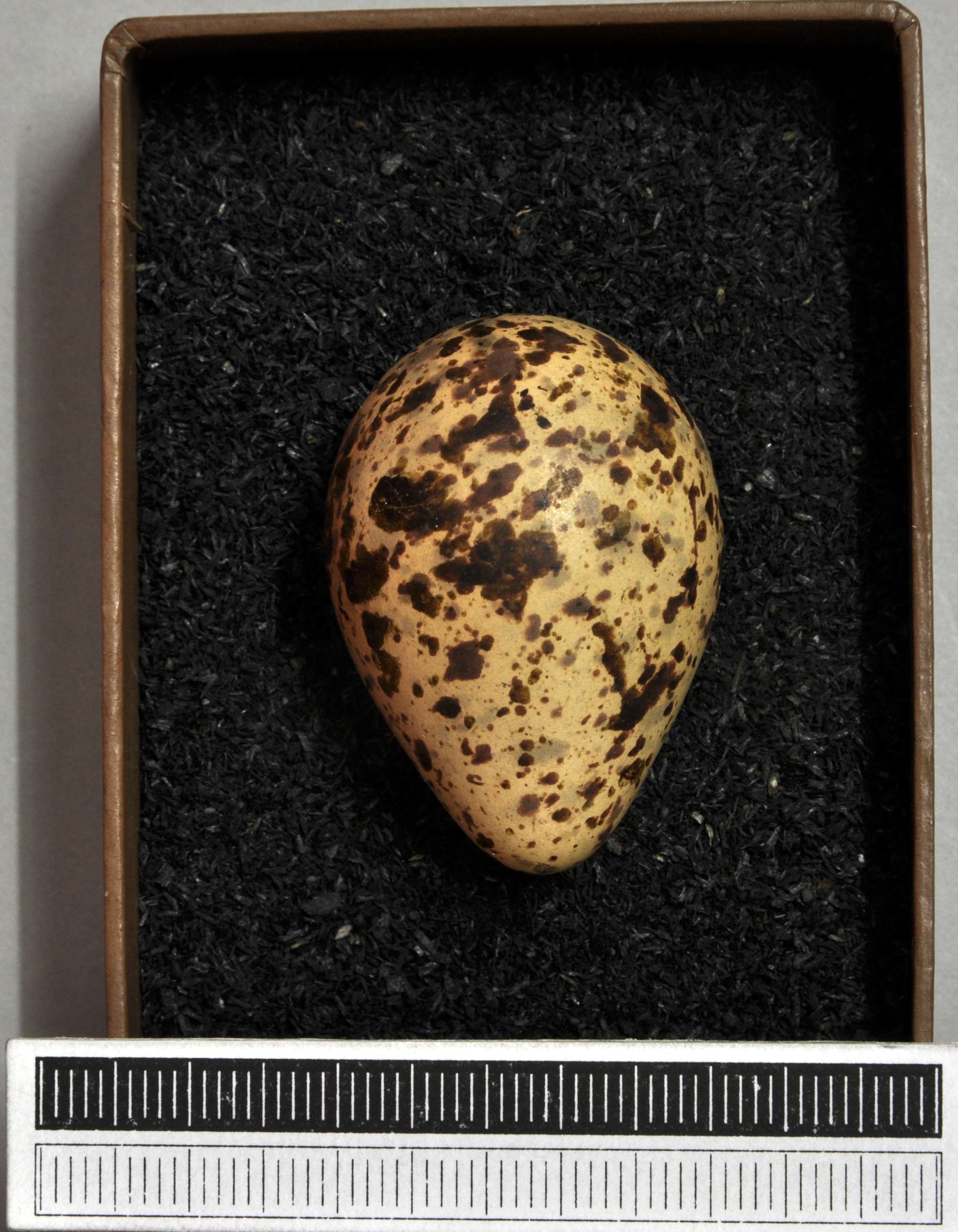
Gelege, Sammlung Museum Wiesbaden

Der Terekwasserläufer frisst Insekten, Würmer und Schnecken, die er mit seinem langen Schnabel im Seichtwasser watend sucht. Seine Nahrung findet er entweder an der Oberfläche oder durch tiefes Stochern im feuchten Substrat. Während der Nahrungssuche läuft er häufig mit kurzen, abgehackt wirkenden Schritten, kurzen Spurts und plötzlichen Wendungen lebhaft umher. Den größten Teil seiner Beute ortet er visuell. Sie wird mit fast waagerecht gehaltenem Schnabel aus dem Schlamm geschnappt.
Die flache Nistmulde wird in einer Vertiefung im offenen Boden oder in niedriger Vegetation angelegt und mit einigen Pflanzenteilen ausgepolstert. Das Gelege besteht aus zwei bis fünf Eiern. Die Eier sind kreiselförmig, hellbräunlich bis hellrostbraun mit schwarzbraunen bis violettgrauen Flecken und kleinen Spritzern. Der Legebeginn ist ab Ende Mai. Die Brutdauer beträgt 23 Tage. Terekwasserläufer gehören zu den Arten, die während der Brut und der Führung der Jungvögel ein stark entwickeltes Verleiten zeigen. Der verleitende Elternvogel täuscht dabei entweder Verletzungen vor oder zeigt ein Verhalten, bei dem er ein kleines Stück weit fliegt, landet und kükenähnliche Pfeiflaute ausstößt, wobei er die Federn sträubt und den Hals vorstreckt.

## Bestand
Der europäische Brutbestand wurde zu Beginn des 21. Jahrhunderts auf 15.000 bis 81.000 Brutpaare geschätzt. Die Bestände leben überwiegend im europäischen Teil Russlands. Sehr kleine Bestände gibt es außerdem in Finnland (15 bis 20 Brutpaare), in Weißrussland (100 bis 150 Brutpaare), der Ukraine (300 bis 500 Brutpaare) und Lettland (bis maximal zehn Brutpaare).
Der Terekwasserläufer gilt wie viele andere Schnepfenvögel auch als eine der Arten, die vom Klimawandel besonders betroffen sein wird. Ein Forschungsteam, das im Auftrag der britischen Umweltbehörde und der Royal Society for the Protection of Birds die zukünftige Verbreitungsentwicklung von europäischen Brutvögeln auf Basis von Klimamodellen untersuchte, geht davon aus, dass bis zum Ende des 21. Jahrhunderts das Verbreitungsgebiet des Terekwasserläufers erheblich schrumpfen und sich nach Osten verschieben wird. Die heutigen Brutstandorte in der Ukraine und im Westen Russlands bieten der Art keine geeigneten Lebensräume mehr.